# مقاطعة نانتو
مقاطعة نانتو  هي مقاطعة في تايوان، تقع في مقاطعة تايوان، بلغ عدد سكانها 497,031  نسمة وذلك حسب إحصائيات سنة 2018، عاصمتها مدينة نانتو ، تبلغ مساحتها 4,106 كيلومتر مربع.

## الموقع
تشترك في الحدود مع:
- هوالين
- كاوهسيونغ
- مقاطعة تشانغوا
- تاي شانغ.